# Boss Tenors: Straight Ahead from Chicago August 1961
Boss Tenors: Straight Ahead from Chicago August 1961 è un album di Gene Ammons e Sonny Stitt, pubblicato dalla Verve Records nel 1962. I brani furono registrati il 27 agosto 1961 a Chicago (Illinois).

## Tracce
Lato A
1. Blues up and Down – 9:43 (Gene Ammons, Sonny Stitt)
2. Counter Clockwise – 9:32 (Sonny Stitt)

Lato B
1. There Is No Greater Love – 6:30 (Isham Jones, Marty Symes)
2. The One Before This – 7:07 (Gene Ammons)
3. Autumn Leaves – 6:30 (Joseph Kosma, Johnny Mercer, Jacques Prévert)

## Musicisti
- Gene Ammons - sassofono tenore
- Sonny Stitt - sassofono alto, sassofono tenore
- John Houston - pianoforte
- Buster Williams - contrabbasso
- George Brown - batteria